# Oncino
Oncino (en français Oncin) est une commune italienne de la province de Coni dans la région Piémont en Italie.

## Administration
| Période                                  | Période | Identité | Étiquette | Qualité |
| ---------------------------------------- | ------- | -------- | --------- | ------- |
|                                          |         |          |           |         |
| Les données manquantes sont à compléter. |         |          |           |         |

### Hameaux
Villa, Ruata, Ruera, Serre, Saret, Sant'Ilario, Arlongo, Paschie', Tirolo, Bigorie, Chiotti, Porcili

### Communes limitrophes
Châteaudauphin, Crissolo, Ostana, Paesana, Pontechianale, Sampeyre